# Макрокосм и микрокосм
Макрокосм и микрокосм — видение космоса, в котором часть (микрокосм) отражает целое (макрокосм) и наоборот. Это особенность, присутствующая во многих эзотерических моделях философии, как древних, так и современных. Оно тесно связано с герметизмом и лежит в основе таких практик, как астрология, алхимия и сакральная геометрия, с его предпосылкой «Как выше, так и ниже».
Философия была концептуализирована Пифагором, который видел в космосе и теле гармоничное единство.[уточнить] Идея была сформулирована около столетия спустя Платоном, и во время Ренессанса, Леонардо да Винчи, который отметил общие черты между природным миром и человеческим телом, такие как циркуляция жидкостей и основные механизмы ветвления.
В современной социологии понятие микромира использовалось преимущественно для описания небольшой группы индивидов, чье поведение типично для окружающего его более крупного социального тела. Микрокосм можно рассматривать как особый вид воплощения. И наоборот, макрокосм — это социальное тело, состоящее из более мелких соединений. В физике масштабная инвариантность описывает то же явление.
В современной физике принцип масштабной инвариантности (фрактальности) демонстрирует аналогии с идеей микрокосма и макрокосма. Например:
- Фракталы (Бенуа Мандельброт, 1975) показывают, как одни и те же паттерны повторяются на разных масштабах — от ветвления деревьев до структуры галактик.
- Голографический принцип в квантовой физике (Герард ’т Хоофт, 1993) предполагает, что информация о всей Вселенной может быть закодирована на её границе, что перекликается с герметической максимой «часть содержит целое».

В искусстве эта концепция проявлялась в работах:
- Уильяма Блейка («Увидеть мир в песчинке…»),
- Сальвадора Дали, изображавшего атомарные структуры как элементы человеческого тела.

Также в биологии теория «биомиметики» (подражание природным системам) использует принцип «как в большом, так и в малом» для инженерных решений, например, создание материалов по образцу структуры паутины или листьев лотоса.
Это расширяет понимание древней идеи, показывая её актуальность в науке XXI века.